# 長糸村
長糸村（ながいとむら）は、福岡県糸島郡にあった村。

## 歴史
- 1889年（明治22年）4月1日 - 町村制の施行により、怡土郡瀬戸村、本村、長野村、川付村、小蔵村、飯原村が合併して村制施行し、長飯本村（ながいいほんそん）が発足。
- 1890年（明治23年） - 長糸村に名称を変更。
- 1896年（明治29年）4月1日 - 郡の統合により怡土郡が志摩郡と合併して糸島郡が発足し同郡に所属[1]。
- 1955年（昭和30年）1月1日 - 糸島郡前原町、雷山村と合併して前原町を新設して消滅。